# Золотий Бабай
«Золотий Бабай» — Всеукраїнський конкурс гостросюжетного роману.
Вперше конкурс відбувся 1999 року. До складу журі увійшли Микола Жулинський, Юрій Макаров, Анатолій Дімаров, а очолив його Павло Загребельний.
Оцінка романів проводиться 4 способами — за допомогою професійного журі, журналістського журі, голосування читачів та рейтингів за результатами продажів. Остаточна оцінка романів вираховується як комбінація чотирьох зазначених оцінок.
Засновником і організатором літературного конкурсу «Золотий Бабай» є Продюсерська агенція «Зелений пес»